# Station Stępień
Station Stępień was een spoorweghalte in de Poolse plaats Stępień.